# Antonio Rodotà
Pour les articles homonymes, voir Rodotà.
Antonio Rodotà (24 décembre 1935 – 23 février 2006) était le cinquième président de l'Agence spatiale européenne de 1997 à 2003. Il est mort à Rome le 23 février 2006 à l'âge de 70 ans. Il était le frère de Stefano Rodotà, un homme politique italien.

## Débuts
Rodotà est né le 24 décembre 1935 à Cosenza en Italie. Il étudie à l'université de Rome en 1959 comme ingénieur électronicien, puis commence sa carrière chez SISPRE SpA (en).

## Carrière
En 1965 Rodotà est délégué italien à l'OTAN à Paris, puis rejoint la société Selenia de 1966 à 1980; il est ensuite trois ans directeur de la Compagnia Nazionale Satelliti. Il travaille ensuite chez Alenia-Spazio à compter de 1983 où il occupe plusieurs postes avant de devenir responsable exécutif en 1995. Sous sa direction, Alenia devient un fournisseur majeur de composants pour la Station spatiale internationale.

## Directeur de l'ESA
Avant de rejoindre l'agence spatiale, Rodotà occupe le poste de directeur de la branche spatiale de Finmeccanica (Italie) et est également membres de plusieurs sociétés internationales aérospatiales, comme Arianespace. Durant son mandat à la tête de l'agence spatiale européenne, Rodotà défend le principe de la coopération internationale et est un des promoteurs du système de européen de géopositionnement Galileo.

## Sources
- Antonio Rodotà